# Birjan et Sara
Birjan et Sara (Биржан и Сара) est un opéra en deux actes et quatre tableaux du compositeur kazakh Moukan Toulebaev sur un livret de Khajim Djoumaliev en langue kazakhe, inspiré de l'aytis (ru) entre Birjan et Sara.

## Historique et représentations
La première représentation de l'opéra s'est tenue le 7 novembre 1946 à Almaty. L'opéra a été par la suite représenté à Moscou le 6 décembre 1958. 
Le livret a été adapté en turc, puis l'opéra a été représenté à Samsun en 2013, puis à Istanbul, Bursa, Eskisehir et Ankara en 2014.
Faisant partie du répertoire d'Astana Opéra, il est régulièrement représenté à Astana.

## Distribution
- Birjan, poète et chanteur populaire - ténor,
- La mère de Birjan - mezzo-soprano,
- Le père de Birjan - baryton,
- Estay, ami de Birjan - ténor,
- Sara, chanteuse populaire - soprano,
- Jienkoul, bey - baryton,
- Jambota, chef local - baryton,
- Altynay, fille de Jambota - soprano,
- Serik, garde du corps de Jambota - ténor[2],[3].

## Argument
Il existe plusieurs variantes de l'argument, le livret ayant été adapté à plusieurs reprises, pour le traduite en turc, ou pour créer une mise en scène différente.

### Premier Acte
- Premier tableau

Au cours d'une foire, Birjan et Sara, deux chanteurs populaires, entonnent un aïtys (duo lyrique) sur la place du village kazakh de Kuyandy; les villageois se sont assemblés pour les écouter. Altynay, amoureuse de Birjan, interroge Estay pour savoir si ses sentiments sont partagés, et lui arrache la confidence que Birjan aime Sara. Le chef local Jambota, père d'Altynay, arrive au marché avec son frère Jienkoul et ses gardes. Jienkoul veut faire de Sara sa quatrième épouse. Sara refuse, et Birjan entonne un chant pour se moquer de Jambota et de Jienkoul. Les gardes se saisissant de ce dernier. Comme l'assemblée de villageois fait mine d'intervenir, Jambota et ses gardes quittent les lieux. Les villageois se réjouissent car Sara et Birjan sont en sécurité,.
- Deuxième tableau

Birjan est près d'un lac et chante une ode à Sara, s'accompagnant de sa dombra. Des villageois, dont les parents de Birjan le rejoignent et l'avertissent de se méfier de Jambota. Birjan n'a pas peur, et entonne le chant de liberté du peuple, se référant au fameux poète Abai. Altynay est venue pour voir Birjan, mais Estay l'empêche de le voir. Birjan et Sara se jurent fidélité mutuelle et amour éternel. Jambota arrive et enlève Sara pour l'amener à Jienkoula,.

### Deuxième Acte
- Troisième tableau

Préparation des noces de Sara et Jienkoul. Sara dit à ce dernier qu'elle ne sera jamais sa femme. Birjan entre en scène. Jienkoul se met en colère et appelle ses gardes. Birjan est arrêté.
- Quatrième tableau

Serik tombe endormi alors qu'il gardait la cellule de Birjan. Sara arrive, lui prend les clefs de la cellule et rejoint son amant. Altynay a vu la scène et avertit Jienkoul. Le bey intervient, et demande à ce qu'un procès soit fait contre Sara, son épouse infidèle. Le procès a lieu sur le champ, et Sara est condamnée à mort. Mais Jienkoul n'a pas le temps d'apprécier le verdict du tribunal, car une foule de paysans menée par Estay libère Birjan et Sara. Altynay, désespérée, s'approche de Sara et la poignarde. Sara meurt. Le cœur brisé, Birjan embrasse une dernière fois sa bien-aimée,.

#### Variante
Selon les variantes, il arrive que ce soit Birjan qui meure au lieu de Sara.